# The London Sessions
The London Sessions è il dodicesimo album in studio della cantante R&B statunitense Mary J. Blige, pubblicato nel novembre 2014.

## Descrizione
Successivamente alla pubblicazione dell'album di musica natalizia A Mary Christmas del 2013, e al rilascio della colonna sonora per il film La guerra dei sessi - Think Like a Man Too, fu annunciato che Blige si sarebbe trasferita a Londra per sperimentare un nuovo percorso discografico.  Blige trascorse un mese a Londra per registrare il suo album negli studi RAK con una serie di giovani artisti britannici, tra cui Disclosure, Naughty Boy, Emeli Sandé e Sam Smith.

Durante un'intervista a The Guardian, Blige ha raccontato il processo creativo:
La nostra idea era di diventare parte di Londra, di abbracciare veramente la cultura londinese. Non che non sia stata qui prima, ma non ho mai avuto la possibilità di immergermi in essa come ho fatto questa volta. Fare dischi dalla prospettiva della scena londinese. La musica è libera qui come lo era negli Stati Uniti anni fa. Gli artisti sono liberi di fare ciò che amano. Ascoltando la radio puoi sentire la libertà. La musica è viva e respira.

## Accoglienza
Neil McCormick del Daily Telegraph ha descritto l'album della Blige come «un'avventura transatlantica: un trionfo». Il critico ha trovato che «la presenza della Blige conferisce un onore regale a una nuova ondata di talenti britannici» con «risultati impressionanti che incanalano l'understatement fresco e la melodiosità speziata che si trova in artisti britannici di classe come Jessie Ware e Katy B».
Ally Carnwath di The Observer ha ritenuto che mentre «le collaborazioni tra i reali dell'R&B statunitense e gli artisti britannici sono diventate relativamente comuni [...] è difficile pensare ad una così sentita e di classe come questa». Ha notato che «i co-autori della Blige [...] trovano modi sorprendenti per incorniciare la voce della Blige senza distrarre dalla sua ricchezza e dalla sua gamma emotiva».
Jamieson Cox, scrivendo per la rivista Time, ha trovato che The London Sessions è «una prova positiva che Blige è ancora una forza creativa con grandi istinti» e ha definito l'album un «emozionante [...] disco che in qualche modo si trova a cavallo tra una confortante esperienza casuale e un'incursione in un terreno inesplorato e dinamico». Ha ritenuto che «le tracce più eccitanti e persistenti dell'album sono quelle in cui Blige cede il controllo e si trasforma in una delle più abili vocalist dance del mondo».

## Tracce
1. Therapy – 3:23 (Mary J. Blige, Sam Smith, Eg White)
2. Doubt – 3:59 (Blige, Sam Romans)
3. Not Loving You – 3:26 (James Napier, Smith)
4. When You're Gone – 3:24 (Blige, Napier, White)
5. Right Now – 3:49 (Blige, Smith, Napier, Guy Lawrence, Howard Lawrence)
6. My Loving – 4:25 (Blige, Romans, Rodney Jerkins)
7. Long Hard Look – 3:36 (Blige, Romans, Harry Craze, Hugo Chegwin, Ben Harrison, James Murray)
8. Whole Damn Year – 4:11 (Blige, Emeli Sandé, Knox Brown)
9. Nobody But You – 4:38 (Blige, Smith, Napier, Matthew Coleman)
10. Pick Me Up – 3:07 (Blige, Sandé, Shahid Khan, Shakil Ashraf)
11. Follow – 4:08 (Blige, Napier, G. Lawrence, H. Lawrence)
12. Worth My Time – 3:28 (Blige, Napier, Stephen Fitzmaurice)

## Classifiche
| Classifica (2014) | Posizione massima |
| ----------------- | ----------------- |
| Belgio (Fiandre)  | 100               |
| Belgio (Vallonia) | 155               |
| Francia           | 113               |
| Italia            | 67                |
| Irlanda           | 91                |
| Regno Unito       | 40                |
| Stati Uniti       | 9                 |
| Svizzera          | 27                |